# U Don't Know Me (EP Brandy)
U Don't Know Me (like U Used To) – The Remix EP è un EP di remix della cantante statunitense Brandy Norwood, pubblicato nel 1999 in contemporanea con il singolo U Don't Know Me (like U Used To).

## Tracce
1. U Don't Know Me (like U Used To) (Radio Remix Edit; featuring Da Brat & Shaunta) – 4:00 – Rodney Jerkins
2. Almost Doesn't Count (DJ Premier Mix) – 3:45 – DJ Premier
3. Top of the World (Remix; featuring Big Pun & Fat Joe) – 5:15 – Rodney Jerkins
4. U Don't Know Me (like U Used To) (Remix, featuring Da Brat & Shaunta) – 6:15 – Rodney Jerkins, Albert Cabrera
5. Almost Doesn't Count (Pull Mix) – 4:37 – Pull
6. U Don't Know Me (like U Used To) (Remix Instrumental Dub) – 4:03 – Rodney Jerkins, Albert Cabrera
7. Almost Doesn't Count (DJ Premier Mix Instrumental) – 3:45 – DJ Premier
8. Almost Doesn't Count (Pull Mix Instrumental) – 4:45 – Pull
9. Top of the World (Remix Instrumental) – 5:15 – Rodney Jerkins